# Groene Leeuw (equipo ciclista)
El equipo Groene Leeuw, conocido también como Wiel's-Groene Leeuw, Tibetan o Pull Over Centrale, fue un equipo ciclista belga, de ciclismo en ruta que compitió entre 1945 y 1969.

## Corredor mejor clasificado en las Grandes Vueltas
| Año  | Giro de Italia | Tour de Francia       | Vuelta a España     |
| ---- | -------------- | --------------------- | ------------------- |
| 1945 | X              | X                     | -                   |
| 1946 | -              | X                     | -                   |
| 1947 | -              | -                     | -                   |
| 1948 | -              | -                     | -                   |
| 1949 | -              | -                     | X                   |
| 1950 | -              | -                     | -                   |
| 1951 | -              | -                     | X                   |
| 1952 | -              | -                     | X                   |
| 1953 | -              | -                     | X                   |
| 1954 | -              | -                     | X                   |
| 1955 | -              | -                     | -                   |
| 1956 | -              | -                     | -                   |
| 1957 | -              | -                     | -                   |
| 1958 | -              | -                     | -                   |
| 1959 | -              | -                     | -                   |
| 1960 | -              | -                     | 1.º Franz De Mulder |
| 1961 | -              | -                     | 11.º André Messelis |
| 1962 | -              | 10.º Eddy Pauwels     | 9.º Eddy Pauwels    |
| 1963 | -              | 9.º Hans Junkermann   | -                   |
| 1964 | -              | 8.º Gilbert Desmet    | -                   |
| 1965 | -              | 11.º Karl-Heinz Kunde | 15.º Frans Verbeeck |
| 1966 | -              | -                     | 25.º Dieter Puschel |
| 1967 | -              | -                     | -                   |
| 1968 | -              | -                     | -                   |
| 1969 | -              | -                     | 14.º Willy De Geest |

## Principales resultados
- Tres Días de Flandes Occidental: Noël Foré (1957), Daniel Denys (1959), Gustaaf Desmet (1963, 1967)
- A través de Flandes: Noël Foré (1957), Arthur Decabooter (1960), Walter Godefroot (1966)
- Gante-Wevelgem: Noël Foré (1958), Benoni Beheyt (1963)
- Vuelta en Bélgica: Noël Foré (1958), Armand Desmet (1959), Alphonse Sweeck (1960), Benoni Beheyt (1964)
- E3 Harelbeke: Armand Desmet (1958), Arthur Decabooter (1962), André Messelis (1962)
- París-Roubaix: Noël Foré (1959)
- Vuelta a Suiza: Hans Junkermann (1962)
- Vuelta a Levante: Fernando Manzaneque (1962)
- Tour del Norte: André Messelis (1962), Willy Van Den Eynde (1965)
- Flecha Valona: Gilbert Desmet (1964)
- Cuatro Días de Dunkerque: Gilbert Desmet (1964), Gustaaf De Smet (1965)
- Kuurne-Bruselas-Kuurne: Gustaaf De Smet (1966), Freddy Decloedt (1969)
- Tour de Picardie: Walter Boucquet (1968)

### A las grandes vueltas
- Giro de Italia
  - 0 participaciones

- Tour de Francia
  - 4 participaciones (1962, 1963, 1964, 1965)
  - 6 victorias de etapa:
    - 3 el 1962: Willy Vannitsen (2), Eddy Pauwels
    - 1 el 1963: Eddy Pauwels
    - 1 el 1964: Benoni Beheyt
    - 1 el 1965: Michael Wright

  - 1 clasificaciones secundarias:
    - Premio de la Combatividad Eddy Pauwels (1962)

- Vuelta a España
  - 6 participaciones (1960, 1961, 1962, 1965, 1966, 1969)
  - 10 victorias de etapa:
    - 7 el 1960: Franz De Mulder (4), Arthur Decabooter (2), Alphonse Sweeck
    - 3 el 1961: Marcel Seynaeve, René Van Meenen, Arthur Decabooter

  - 1 clasificación finales:
    - Franz De Mulder: (1960)

  - 1 clasificaciones secundarias:
    - Clasificación por puntos: Arthur Decabooter (1960)

## Composición del equipo

### 1966
| Integrantes del equipo 1966 | Integrantes del equipo 1966 | Integrantes del equipo 1966  | Integrantes del equipo 1966 |
| Corredor                    | Fecha de nacimiento         | Equipo previo                |                             |
| --------------------------- | --------------------------- | ---------------------------- | --------------------------- |
| Benoni Beheyt               | 27 de septiembre de 1940    |                              |                             |
| Etienne Buysse              | 19 de marzo de 1944         |                              |                             |
| Hubert Criel                | 23 de marzo de 1944         |                              |                             |
| Jaak De Boever              | 29 de agosto de 1937        | Solo-Terrot (1963)           |                             |
| Roger De Clercq             | 2 de septiembre de 1930     |                              |                             |
| Eric De Roose               | 4 de septiembre de 1943     |                              |                             |
| Eric De Vlaeminck           | 23 de marzo de 1945         |                              |                             |
| Arthur Decabooter           | 3 de octubre de 1936        |                              |                             |
| Eric Demunster              | 6 de febrero de 1942        | Flandria-Romeo (1965)        |                             |
| Gustaaf De Smet             | 15 de mayo de 1935          |                              |                             |
| Gilbert De Smet             | 18 de marzo de 1936         |                              |                             |
| Leon Gevaert                | 9 de mayo de 1937           |                              |                             |
| Walter Godefroot            | 2 de julio de 1943          |                              |                             |
| Alphons Hellemans           | 7 de agosto de 1939         |                              |                             |
| Willy Huyvaert              | 12 de abril de 1943         |                              |                             |
| Hubert Loomans              | 19 de julio de 1943         |                              |                             |
| Florent Moerenhout          | 14 de septiembre de 1943    |                              |                             |
| Victor Nuelant              | 2 de marzo de 1945          |                              |                             |
| Henri Parmentier            | 6 de noviembre de 1937      |                              |                             |
| Eddy Pauwels                | 2 de mayo de 1935           | Margnat-Paloma-Dunlop (1964) |                             |
| Dieter Puschel              | 23 de junio de 1939         |                              |                             |
| Clément Roman               | 22 de febrero de 1938       | Flandria-Romeo (1965)        |                             |
| José Sersté                 | 7 de julio de 1943          |                              |                             |
| Freddy Tahay                | 29 de julio de 1942         |                              |                             |
| Jozef Timmerman             | 30 de octubre de 1941       |                              |                             |
| Eddy Van Audenaerde         | 29 de septiembre de 1945    |                              |                             |
| Lionel Van Damme            | 1 de noviembre de 1941      |                              |                             |
| Leopold Van den Neste       | 27 de mayo de 1942          |                              |                             |
| Guy Van der Parre           | 29 de abril de 1942         |                              |                             |
| Eduard Van Hove             | 17 de mayo de 1940          |                              |                             |
| Firmin Van Kerrebroeck      | 14 de diciembre de 1922     |                              |                             |
| René Van Meenen             | 14 de enero de 1931         |                              |                             |
| Romain Van Wijnsberghe      | 10 de febrero de 1937       |                              |                             |
| Artemio Vanughi             | 16 de abril de 1943         |                              |                             |
| Frans Verbeeck              | 13 de junio de 1941         |                              |                             |
| Willy Verbruggen            | 1 de noviembre de 1942      | Lamot-Libertas (1965)        |                             |
| August Verhaegen            | 5 de agosto de 1941         |                              |                             |
| Michael Wright              | 25 de marzo de 1941         |                              |                             |
|                             |                             |                              |                             |
| Fuente: Cycling Archives    |                             |                              |                             |